# 高昌錫
高昌錫（韓語：고창석，1970年10月13日—），韓國男演員。

## 演出作品

### 電視劇
- 2009年：SBS《Dream》飾演 培代
- 2013年：KBS2《廣告天才李太白》飾演 馬振甲
- 2013年：Mnet《Monstar》飾演 柔道教練（特別出演）
- 2013年：KBS2《Good Doctor》飾演 趙正彌
- 2014年：MBC《更夫日誌》飾演 正勝
- 2015年：MBC《Kill Me Heal Me》飾演 石浩必
- 2015年：tvN《請回答1988》飾演 張美玉的爸爸
- 2017年：KBS2《最佳的一擊》飾演 攝影師（特別出演）
- 2018年：KBS2《我們遇見的奇蹟》飾演 松賢哲
- 2018年：tvN《男朋友》飾演 南明植
- 2020年：tvN《Memorist》飾演 具慶壇
- 2022年：SBS《今日的網漫》飾演 溫基峰
- 2022年：JTBC《模範刑警2》飾演 車文浩
- 2025年：Netflix《我們的浪漫電影》飾演 馬成宇
- 2025年：tvN《那傢伙是黑炎龍》饰演 白元燮
- 2025年：TVING《我死的一週前》飾演 鄭日範

### 網路劇
- 2022年：Netflix《天外謎蹤》飾演 金燦宇
- 2024年：Netflix《炸雞奇遇記》饰演 高白中的父亲（友情出演）

### 電影

#### 2000年代
- 2004年：《最後一隻狼》
- 2005年：《親切的金子》
- 2006年：《野獸與鴿子》
- 2006年：《野獸》
- 2006年：《漢江怪物》
- 2007年：《率性而活》飾演 吳鍾大
- 2007年：《壽》
- 2008年：《電影就是電影》
- 2008年：《西洋古董洋果子店》
- 2009年：《仁寺洞醜聞》
- 2009年：《梨泰院殺人事件》
- 2009年：《父山》

#### 2010年代
- 2010年：《義兄弟》
- 2010年：《赤腳夢想》
- 2010年：《美味人生》
- 2010年：《開心鬼上身》
- 2011年：《攤牌》
- 2011年：《我的黑色迷你裙》
- 2011年：《偶像先生》
- 2011年：《快遞驚魂》
- 2011年：《高地戰》
- 2011年：《電影就是電影》
- 2012年：《借屍還魂》
- 2012年：《高小姐計劃》
- 2012年：《馬屁王》
- 2012年：《我是公務員》
- 2012年：《隨風而逝》
- 2012年：《救國的鋼鐵隊伍》
- 2012年：《之間》
- 2013年：《偉大的隱藏者》
- 2013年：《特務K先生》
- 2013年：《觀相》
- 2014年：
- 2014年：《危險的傳聞》
- 2014年：《Slow Video》
- 2014年：《技術者們》飾演 金具仁
- 2016年：《鳳伊 金先達》飾演 寶源
- 2017年：《自行車王嚴福童》
- 2017年：《Broker》
- 2017年：《我只是個計程車司機》
- 2018年：《1987：黎明到來的那一天》
- 2018年：《現在，很想見你》飾演 洪九
- 2019年：《自行車王嚴福童（朝鲜语：자전차왕 엄복동）》飾演 安道民
- 2019年：《戲子們：傳聞操縱團（朝鲜语：광대들: 풍문조작단）》飾演 洪七

#### 2020年代
- 2020年：《翻供》飾演 貞仁的姑丈
- 2021年：《天坑》飾演 救生員
- 2021年：《奇蹟：給總統的一封信》飾演 羅熙的父親（特別出演）
- 2022年：《想见你父母》饰演 郑老师
- 2022年：《狼狩獵》飾演 高建裴
- 2022年：《人生真美麗》飾演 事務長（特別出演）
- 2023年：《Count》飾演 校長
- 2023年：《Dream》飾演 全孝奉
- 2024年：《殺手們》飾演 微笑[3]
- 2025年：《终极对弈》饰演 李昌镐的父亲

### 音樂劇
- 2019年：《與神同行_陽間篇》飾演 城主神

## 獲獎紀錄
- 2010年：第18屆春史電影賞最佳男配角
- 2011年：第20屆釜日電影獎最佳男配角
- 2023年：第31届大韩民国文化演艺大奖电影部门优秀男演员奖（《Dream：梦想代表队》《拳力逆转》）[4]

## 外部連結
- 高昌錫在NAVER上的资料
- 高昌錫在韩国电影数据库（KMDb）上的資料（韓語）
- 高昌錫在互联网电影资料库（IMDb）上的資料（英文）
- 高昌錫在豆瓣上的资料（简体中文）